# Diadegma sordipes
Diadegma sordipes là một loài tò vò trong họ Ichneumonidae.